# Elna Wester
Elna Wester, född 30 november 2005, är en svensk friidrottare. Hon tävlar i kortdistanslöpning för friidrottsklubben Örgryte.

## Karriär
Elna Wester har tagit flera guld på ungdoms- och juniornivån, såväl inomhus som utomhus. På seniornivå tog hon på inomhus-SM 2025 silver på 400 meter. Vid lag-EM i Madrid i juni 2025 sprang hon 400 meter på 52,32 sekunder, vilket var nytt personligt rekord och förde upp henne till en femte plats över svenska damtider genom tiderna. Senare samma sommar vann hon guld på 400 meter vid Friidrotts-SM i Karlstad med tiden 52,55.